# Mosekonens bryg
 For alternative betydninger, se Mosekonens bryg (flertydig). (Se også artikler, som begynder med Mosekonens bryg)
Mosekonens bryg (også kaldet mosekonebryg) er et gammelt begreb for en art tåge, der optræder i det sene efterår ved tusmørke, når det er vindstille, og en varm dag følges af pludseligt temperaturfald. I dalsænkninger, lavninger, moser og på fugtige enge ligger da vandmættet, varm luft, og den nedfaldende kolde luft kan lægge sig som et låg ovenpå. Man ser en kompakt, mælket tåge op til knæhøjde. Det hedder i folkemunde, at "mosekonen brygger".
Termodynamisk er systemet i uligevægt, men holder sig selv "i skak", indtil der ved den mindste forstyrrelse udløses nogen energi, hvorved der dannes en hvirvel i brygget, og en del af det stiger til vejrs og kondenserer omtrent ved brysthøjde. Da hedder det, at "elverpigerne danser".
Omtrent under samme vejrforhold sker det, at "lygtemændene er ude". Da er der tale om, at selvantændende metan (sumpgas) danner små blå flammer, der popper rundt, som frøer kvækker i en mose. Vanddampen laver en optisk spredning, så ligheden med små mænd, der render omkring med lygter, er fortryllende.
Lygtemænd og elverpiger er strengt taget harmløse for det sunde sind, men i gamle dage ansås det for klogt at holde sig inden døre. Talemåden at "jage lygtemænd" sigter til den tummelumskes vildveje.
I modsætning hertil er elverkvinden (elverfolk) farlig og lokker med sin skønhed mænd i mosen – ned til mosekonen. Mosekonen er dog intet sagnvæsen, da ingen sagn er kendt om hende.  I sit eventyr Pigen, der trådte på brødet skildrer H.C. Andersen dog mosekonens bryggeri som et forværelse til helvede, med "alle de våde skrubtudser og fede snoge, som her filtrer sig sammen"; her kommer fanden og hans oldemor også på besøg. 
Øverst i hierarkiet stod elverkongen i Elverhøj. Hos Goethe: Wer reitet so spät... (= Hvem rider så sent?) i digtet Erlkönig.
Ib Spang Olsen skrev i 1957 en børnebog, Mosekonens Bryg, hvor han fortæller om Mosekonens familie og brygning som noget, der holder livet i gang i mosen.